# Острувек (Соколовський повіт)
Острувек (пол. Ostrówek) — село в Польщі, у гміні Репки Соколовського повіту Мазовецького воєводства.
Населення — 68 осіб (2011).
У 1975—1998 роках село належало до Седлецького воєводства.

## Демографія
Демографічна структура станом на 31 березня 2011 року:
|          | Загалом | Допрацездатний вік | Працездатний вік | Постпрацездатний вік |
| -------- | ------- | ------------------ | ---------------- | -------------------- |
| Чоловіки | 37      | 5                  | 28               | 4                    |
| Жінки    | 31      | 9                  | 15               | 7                    |
| Разом    | 68      | 14                 | 43               | 11                   |